# Élections cantonales de 1880 en Ille-et-Vilaine
Les élections cantonales françaises de 1880 se sont déroulées les 1er et 8 août 1880.

## Assemblée départementale sortante
| Parti                                        | Sigle  | Élus |
| -------------------------------------------- | ------ | ---- |
| Républicains (23 sièges)                     |        |      |
| Républicains modérés                         | Rép    | 23   |
| Monarchistes (16 sièges)                     |        |      |
| Légitimistes                                 | Légit. | 14   |
| Orléaniste                                   | Orléa. | 2    |
| Impérialistes (4 sièges)                     |        |      |
| Bonapartiste                                 | Bonap. | 4    |
| Président du conseil général                 |        |      |
| Félix Martin-Feuillée (Républicains modérés) |        |      |

## Assemblée départementale élue
| Parti                                        | Sigle   | Élus  |
| -------------------------------------------- | ------- | ----- |
| Républicains (24 sièges)                     |         |       |
| Républicains modérés                         | Rép.opp | 24 ↑1 |
| Monarchistes (17 sièges)                     |         |       |
| Légitimistes                                 | Légit.  | 16 ↑2 |
| Orléaniste                                   | Orléa.  | 1 ↓1  |
| Impérialistes (2 sièges)                     |         |       |
| Bonapartiste                                 | Bonap.  | 2 ↓2  |
| Président du conseil général                 |         |       |
| Félix Martin-Feuillée (Républicains modérés) |         |       |

## Résultats pour le conseil général

### Arrondissement de Rennes

#### Canton de Rennes-Nord-Ouest
|          | Eugène Pinault * | Centre gauche | 2 373 | 84,36 |  |  |
|          |                  |               |       |       |  |  |
| Inscrits | Inscrits         | Inscrits      | 4 849 |       |  |  |
| Votants  | Votants          | Votants       | 2 813 | 58,01 |  |  |
| Exprimés | Exprimés         | Exprimés      | 2 400 | 85,32 |  |  |

*sortant

#### Canton de Rennes-Sud-Ouest
Jules Lucas (fils) (Républicain) élu en 1874 démissionne en 1879. Alphonse Marçais-Martin (Républicain) est élu lors de la partielle qui suit.
|          | Alphonse Marçais-Martin | Républicain modéré | 2 300 | 94,42 |  |  |
|          |                         |                    |       |       |  |  |
| Inscrits | Inscrits                | Inscrits           | 4 479 |       |  |  |
| Votants  | Votants                 | Votants            | 2 436 | 54,39 |  |  |
| Exprimés | Exprimés                | Exprimés           | 2 391 | 98,15 |  |  |

*sortant

#### Canton de Hédé
|          | Édouard Malot * | Républicain modéré (ex Septennaliste) | 1 798 | 98,36 |  |  |
|          |                 |                                       |       |       |  |  |
| Inscrits | Inscrits        | Inscrits                              | 2 757 |       |  |  |
| Votants  | Votants         | Votants                               | 1 828 | 66,30 |  |  |
| Exprimés | Exprimés        | Exprimés                              | 1 819 | 99,51 |  |  |

*sortant

#### Canton de Liffré
François-Julien Lefas (Centre gauche) élu depuis 1848 ne se représente pas.
|          | Eugène Gréset   | Républicain modéré | 1 605 | 75,07 |  |  |
|          | Alexandre Lefas | Orléaniste         | 533   | 24,93 |  |  |
|          |                 |                    |       |       |  |  |
| Inscrits | Inscrits        | Inscrits           | 2 797 |       |  |  |
| Votants  | Votants         | Votants            | 2 139 | 76,48 |  |  |
| Exprimés | Exprimés        | Exprimés           | 2 138 | 99,95 |  |  |

*sortant

#### Canton de Saint-Aubin-d'Aubigné
|          | Eugène Courtois * | Républicain modéré | 2 419 | 67,36 |  |  |
|          | Robert Surcouf    |                    | 1 172 | 32,63 |  |  |
|          |                   |                    |       |       |  |  |
| Inscrits | Inscrits          | Inscrits           | 4 178 |       |  |  |
| Votants  | Votants           | Votants            | 3 599 | 86,14 |  |  |
| Exprimés | Exprimés          | Exprimés           | 3 591 | 99,78 |  |  |

*sortant

### Arrondissement de Saint-Malo

#### Canton de Cancale
|          | Prudent Fortin * | Centre gauche | 1 722 | 58,55 |  |  |
|          | Paul de Lorgeril | Légitimiste   | 1 219 | 41,45 |  |  |
|          |                  |               |       |       |  |  |
| Inscrits | Inscrits         | Inscrits      | 4 270 |       |  |  |
| Votants  | Votants          | Votants       | 2 948 | 69,04 |  |  |
| Exprimés | Exprimés         | Exprimés      | 2 941 | 99,76 |  |  |

*sortant

#### Canton de Combourg
|          | Geoffroy de Chateaubriand (fils) | Légitimiste        | 1 922 | 54,59 |  |  |
|          | Pierre Jouin *                   | Républicain modéré | 1 599 | 45,41 |  |  |
|          |                                  |                    |       |       |  |  |
| Inscrits | Inscrits                         | Inscrits           | 4 422 |       |  |  |
| Votants  | Votants                          | Votants            | 3 530 | 79,83 |  |  |
| Exprimés | Exprimés                         | Exprimés           | 3 521 | 99,75 |  |  |

*sortant

#### Canton de Pleine-Fougères
|          | François Brune * | Centre gauche | 2 681 | 98,39 |  |  |
|          |                  |               |       |       |  |  |
| Inscrits | Inscrits         | Inscrits      | 4 209 |       |  |  |
| Votants  | Votants          | Votants       | 2 725 | 64,74 |  |  |
| Exprimés | Exprimés         | Exprimés      | 2 696 | 98,94 |  |  |

*sortant

#### Canton de Saint-Servan
François-Marie Le Pomellec (Centre gauche) élu depuis 1871 est mort en 1877. François Lenormand (Républicain modéré)est élu lors de la partielle qui suit.
|          | François Lenormand * | Républicain modéré | 1 356 | 65,89 |  |  |
|          | Alexandre Chèvremont | Légitimiste        | 699   | 33,97 |  |  |
|          |                      |                    |       |       |  |  |
| Inscrits | Inscrits             | Inscrits           | 3 500 |       |  |  |
| Votants  | Votants              | Votants            | 2 075 | 59,29 |  |  |
| Exprimés | Exprimés             | Exprimés           | 2 058 | 99,18 |  |  |

*sortant

### Arrondissement de Fougères

#### Canton de Fougères-Sud
|          | Honoré Bertin * | Orléaniste         | 1 426 | 52,14 |  |  |
|          | Augustin Riban  | Républicain modéré | 1 309 | 47,93 |  |  |
|          |                 |                    |       |       |  |  |
| Inscrits | Inscrits        | Inscrits           | 3 343 |       |  |  |
| Votants  | Votants         | Votants            | 2 748 | 82,20 |  |  |
| Exprimés | Exprimés        | Exprimés           | 2 735 | 99,53 |  |  |

*sortant

#### Canton de Louvigné-du-Désert
|          | Jules Bochin * | Orléaniste (ex Septennaliste) | 2 734 | 98,52 |  |  |
|          |                |                               |       |       |  |  |
| Inscrits | Inscrits       | Inscrits                      | 3 396 |       |  |  |
| Votants  | Votants        | Votants                       | 2 775 | 81,71 |  |  |
| Exprimés | Exprimés       | Exprimés                      | 2 753 | 99,21 |  |  |

*sortant

#### Canton de Saint-Brice-en-Coglès
Pierre Albert de Dalmas (Bonapartiste) élu depuis 1871 ne se représente pas.
|          | Théophile Roger-Morvaise | Républicain modéré | 2 077 | 92,03 |  |  |
|          |                          |                    |       |       |  |  |
| Inscrits | Inscrits                 | Inscrits           | 3 831 |       |  |  |
| Votants  | Votants                  | Votants            | 2 257 | 58,91 |  |  |
| Exprimés | Exprimés                 | Exprimés           | 2 215 | 98,14 |  |  |

*sortant

### Arrondissement de Vitré

#### Canton de Vitré-Ouest
|          | Waldeck Lemoyne de La Borderie * | Légitimiste | 2 215 | 94,82 |  |  |
|          |                                  |             |       |       |  |  |
| Inscrits | Inscrits                         | Inscrits    | 3 196 |       |  |  |
| Votants  | Votants                          | Votants     | 2 336 | 73,09 |  |  |
| Exprimés | Exprimés                         | Exprimés    | 2 231 | 95,51 |  |  |

*sortant

#### Canton de Chateaubourg
|          | Paul du Bourg * | Légitimiste | 1 441 | 95,88 |  |  |
|          |                 |             |       |       |  |  |
| Inscrits | Inscrits        | Inscrits    | 1 906 |       |  |  |
| Votants  | Votants         | Votants     | 1 503 | 78,86 |  |  |
| Exprimés | Exprimés        | Exprimés    | 1 499 | 99,73 |  |  |

*sortant

#### Canton de Retiers
|          | Félix Beuscher * | Républicain modéré | 2 414 | 97,34 |  |  |
|          |                  |                    |       |       |  |  |
| Inscrits | Inscrits         | Inscrits           | 4 071 |       |  |  |
| Votants  | Votants          | Votants            | 2 480 | 60,92 |  |  |
| Exprimés | Exprimés         | Exprimés           | 2 449 | 98,75 |  |  |

*sortant

### Arrondissement de Redon

#### Canton de Bain-de-Bretagne
Émile Deluen (Orléaniste) élu depuis 1852 ne se représente pas.
|          | Henri Guérin | Républicain modéré | 2 364 | 95,02 |  |  |
|          |              |                    |       |       |  |  |
| Inscrits | Inscrits     | Inscrits           | 4 333 |       |  |  |
| Votants  | Votants      | Votants            | 2 488 | 57,42 |  |  |
| Exprimés | Exprimés     | Exprimés           | 2 463 | 99,00 |  |  |

*sortant

#### Canton de Grand-Fougeray
|          | Charles Billot    | Légitimiste        | 921   | 52,18 |  |  |
|          | Ernest Guichaud * | Républicain modéré | 841   | 47,65 |  |  |
|          |                   |                    |       |       |  |  |
| Inscrits | Inscrits          | Inscrits           | 1 972 |       |  |  |
| Votants  | Votants           | Votants            | 1 772 | 89,86 |  |  |
| Exprimés | Exprimés          | Exprimés           | 1 765 | 99,61 |  |  |

*sortant

#### Canton du Sel-de-Bretagne
|          | René Brice * | Républicain modéré | 1 153 | 98,30 |  |  |
|          |              |                    |       |       |  |  |
| Inscrits | Inscrits     | Inscrits           | 1 660 |       |  |  |
| Votants  | Votants      | Votants            | 1 173 | 70,66 |  |  |
| Exprimés | Exprimés     | Exprimés           | 1 154 | 98,38 |  |  |

*sortant

#### Canton de Pipriac
|          | Jean-Baptiste Lelièvre * | Républicain modéré | 1 903 | 96,85 |  |  |
|          |                          |                    |       |       |  |  |
| Inscrits | Inscrits                 | Inscrits           | 3 977 |       |  |  |
| Votants  | Votants                  | Votants            | 1 965 | 49,41 |  |  |
| Exprimés | Exprimés                 | Exprimés           | 1 925 | 96,97 |  |  |

*sortant

### Arrondissement de Montfort

#### Canton de Bécherel
|          | Louis Poinçon de la Blanchardière Jan de la Hamelinaye * | Légitimiste | 1 940 | 97,54 |  |  |
|          |                                                          |             |       |       |  |  |
| Inscrits | Inscrits                                                 | Inscrits    | 2 696 |       |  |  |
| Votants  | Votants                                                  | Votants     | 1 989 | 73,78 |  |  |
| Exprimés | Exprimés                                                 | Exprimés    | 1 963 | 98,69 |  |  |

*sortant

#### Canton de Plélan-le-Grand
Edmond Duval (ex Bonapartiste) élu depuis 1852 ne se représente pas.
|          | Désiré André | Républicain modéré | 2 372 | 97,90 |  |  |
|          |              |                    |       |       |  |  |
| Inscrits | Inscrits     | Inscrits           | 3 953 |       |  |  |
| Votants  | Votants      | Votants            | 2 423 | 61,30 |  |  |
| Exprimés | Exprimés     | Exprimés           | 2 399 | 99,01 |  |  |

*sortant

## Résultats pour les conseils d'arrondissements

### Arrondissement de Rennes

#### Canton de Rennes-Nord-Est
- Conseiller sortant : M. Goguet (Républicain modéré), élu depuis 1871.

|          | Julien Templé  | Républicain modéré | 1 545 | 83,08 |  |  |  |
|          | Francis Ripert | Légitimiste        | 1 514 | 49,11 |  |  |  |
|          |                |                    |       |       |  |  |  |
| Inscrits | Inscrits       | Inscrits           | 4 804 |       |  |  |  |
| Votants  | Votants        | Votants            | 3 094 | 64,41 |  |  |  |
| Exprimés | Exprimés       | Exprimés           | 3 083 | 99,65 |  |  |  |

*sortant

#### Canton de Rennes-Sud-Est
- Conseiller sortant : Louis Miniac-Péchot (Républicain modéré), élu depuis 1878.

- Louis Escolan (?) élu depuis 1871 décède en 1878. Une partielle est organisée pour le remplacer le 28 juillet 1878. Elle est remportée par le Républicain modéré Louis Miniac-Péchot.

- Alphonse Marçais-Martin est candidat pour le conseil Général dans le Canton de Rennes-Sud-Ouest.

|          | Louis Miniac-Péchot *   | Républicain modéré | 1 881 | 88,77 |  |  |  |
|          | Alphonse Marçais-Martin | Républicain modéré | 107   | 5,26  |  |  |  |
|          |                         |                    |       |       |  |  |  |
| Inscrits | Inscrits                | Inscrits           | 4 365 |       |  |  |  |
| Votants  | Votants                 | Votants            | 2 119 | 48,55 |  |  |  |
| Exprimés | Exprimés                | Exprimés           | 2 035 | 96,04 |  |  |  |

*sortant

#### Canton de Châteaugiron
- Conseiller sortant : Léon Launay (Union républicaine), élu depuis 1871.

|          | Léon Launay * | Union républicaine | 1 462 | 95,49 |  |  |  |
|          |               |                    |       |       |  |  |  |
| Inscrits | Inscrits      | Inscrits           | 2 621 |       |  |  |  |
| Votants  | Votants       | Votants            | 1 531 | 58,41 |  |  |  |
| Exprimés | Exprimés      | Exprimés           | 1 475 | 96,34 |  |  |  |

*sortant

#### Canton de Hédé
- Conseiller sortant : Simon Brasseur (?), élu depuis 1871 démissionne.

- La partielle pour le remplacer a lieu en même temps que le renouvellement triennal.

|          | Félix Aubrée | Républicain modéré | 1 794 | 98,19 |  |  |  |
|          |              |                    |       |       |  |  |  |
| Inscrits | Inscrits     | Inscrits           | 2 757 |       |  |  |  |
| Votants  | Votants      | Votants            | 1 827 | 66,27 |  |  |  |
| Exprimés | Exprimés     | Exprimés           | 1 812 | 99,18 |  |  |  |

*sortant

#### Canton de Janzé
- Conseiller sortant : Désiré Arondel (Légitimiste), élu depuis 1875.

- Benjamin Gilbert (?) élu depuis 1871 décède le 19 février 1875. Une partielle est organisée pour le remplacer le 25 avril 1875. Elle est remportée par le Légitimiste Désiré Arondel.

|          | Désiré Arondel * | Légitimiste | 2 092 | 96,32 |  |  |  |
|          |                  |             |       |       |  |  |  |
| Inscrits | Inscrits         | Inscrits    | 3 432 |       |  |  |  |
| Votants  | Votants          | Votants     | 2 172 | 63,29 |  |  |  |
| Exprimés | Exprimés         | Exprimés    | 2 112 | 97,24 |  |  |  |

*sortant

#### Canton de Mordelles
- Conseiller sortant : Olivier Rouault (Républicain modéré), élu depuis 1871.

|          | Roger de Freslon  | Légitimiste        | 843   | 67,49 |  |  |  |
|          | Olivier Rouault * | Républicain modéré | 406   | 32,51 |  |  |  |
|          |                   |                    |       |       |  |  |  |
| Inscrits | Inscrits          | Inscrits           | 1 880 |       |  |  |  |
| Votants  | Votants           | Votants            | 1 250 | 66,49 |  |  |  |
| Exprimés | Exprimés          | Exprimés           | 1 249 | 99,92 |  |  |  |

*sortant

### Arrondissement de Saint-Malo

#### Canton de Saint-Malo
- Conseiller sortant : Louis Martin (Union républicaine), élu depuis 1874.

|          | Louis Martin * | Union républicaine | 1 105 | 51,37 |  |  |  |
|          | Jules Bourdet  | Monarchiste        | 1 024 | 47,61 |  |  |  |
|          |                |                    |       |       |  |  |  |
| Inscrits | Inscrits       | Inscrits           | 3 051 |       |  |  |  |
| Votants  | Votants        | Votants            | 2 159 | 70,76 |  |  |  |
| Exprimés | Exprimés       | Exprimés           | 2 151 | 99,63 |  |  |  |

*sortant

#### Canton de Châteauneuf-d'Ille-et-Vilaine
- Conseiller sortant : Gustave Gouyon de Beaufort (Légitimiste), élu depuis 1871.

|          | Gustave Gouyon de Beaufort * | Légitimiste | 1 559 | 89,24  |  |  |  |
|          |                              |             |       |        |  |  |  |
| Inscrits | Inscrits                     | Inscrits    | 3 287 |        |  |  |  |
| Votants  | Votants                      | Votants     | 1 747 | 53,15  |  |  |  |
| Exprimés | Exprimés                     | Exprimés    | 1 747 | 100,00 |  |  |  |

*sortant

#### Canton de Dinard-Saint-Énogat
- Conseiller sortant : Henry Touchet (Bonapartiste conservateur), élu depuis 1871 ne se représente pas.

- La ville de Saint-Énogat prend le nom de Dinard-Saint-Énogat en 1879 et devient le nouveau chef-lieu de canton à la place de la ville de Pleurtuit.

| Candidats | Candidats           | Étiquette          | Premier tour | Premier tour | Ballotage | Ballotage |  |
| Candidats | Candidats           | Étiquette          | Voix         | %            | Voix      | %         |  |
| --------- | ------------------- | ------------------ | ------------ | ------------ | --------- | --------- |  |
|           | Hippolyte Leménager | Légitimiste        | 811          | 47,23        | 1 015     | 51,65     |  |
|           | Louis Lhotelier     | Républicain modéré | 694          | 40,42        | 950       | 48,35     |  |
|           | Fernand Henry       | Républicain modéré | 199          | 11,59        |           |           |  |
|           |                     |                    |              |              |           |           |  |
| Inscrits  | Inscrits            | Inscrits           | 3 300        |              | 3 300     |           |  |
| Votants   | Votants             | Votants            | 1 717        | 52,03        | 1 965     | 59,55     |  |
| Exprimés  | Exprimés            | Exprimés           | 1 714        | 99,83        | 1 965     | 100,00    |  |

*sortant

#### Canton de Dol-de-Bretagne
- Conseiller sortant : Pierre Flaux (Républicain modéré), élu depuis 1871.

- Guillaume Lefeuvre (Républicain modéré), élu depuis 1871 est décédé en 1878. Lors de la partielle organisée pour lui succédé, Pierre Flaux (Républicain modéré) est élu.

|          | Pierre Flaux * | Républicain modéré | 2 310 | 98,76 |  |  |  |
|          |                |                    |       |       |  |  |  |
| Inscrits | Inscrits       | Inscrits           | 4 314 |       |  |  |  |
| Votants  | Votants        | Votants            | 2 339 | 54,22 |  |  |  |
| Exprimés | Exprimés       | Exprimés           | 2 321 | 99,23 |  |  |  |

*sortant

#### Canton de Tinténiac
- Conseiller sortant : Alexandre Robiou (Monarchiste), élu depuis 1871.

|          | Alexandre Robiou * | Monarchiste | 1 627 | 97,37 |  |  |  |
|          |                    |             |       |       |  |  |  |
| Inscrits | Inscrits           | Inscrits    | 2 921 |       |  |  |  |
| Votants  | Votants            | Votants     | 1 671 | 57,21 |  |  |  |
| Exprimés | Exprimés           | Exprimés    | 1 633 | 97,73 |  |  |  |

*sortant

### Arrondissement de Fougères
- Il doit y avoir au moins neuf conseillers par arrondissement, celui de Fougères ne comptant que six cantons, trois sièges sont ajoutés aux cantons les plus peuplés.

#### Canton de Fougères-Nord
- Conseillers sortants : Arthur Leclerc (Légitimiste), élu depuis 1871 et François Montel (Légitimiste), élu depuis 1873.

|          | Arthur Leclerc *  | Légitimiste | 2 186 | 86,30 |  |  |  |
|          | François Montel * | Légitimiste | 2 103 | 83,02 |  |  |  |
|          |                   |             |       |       |  |  |  |
| Inscrits | Inscrits          | Inscrits    | 3 846 |       |  |  |  |
| Votants  | Votants           | Votants     | 2 533 | 65,86 |  |  |  |
| Exprimés | Exprimés          | Exprimés    | 2 524 | 99,65 |  |  |  |

*sortant

#### Canton d'Antrain
- Conseillers sortants : Émile Ferron (Républicain modéré), élu depuis 1878 et Gilles Bocher (Bonapartiste), élu depuis 1871.

- Charles Voisin (?), élu depuis 1871 démissionne en 1878. Une partielle est organisée pour le remplacer le 6 octobre 1878 et Émile Ferron (Républicain modéré) la remporte.

|          | Émile Ferron *  | Républicain modéré | 1 843 | 55,55  |  |  |  |
|          | Ambroise Brard  | Républicain modéré | 1 704 | 51,36  |  |  |  |
|          | Louis Prodhomme | Légitimiste        | 1 494 | 45,03  |  |  |  |
|          | Gilles Bocher * | Bonapartiste       | 1 208 | 36,41  |  |  |  |
|          |                 |                    |       |        |  |  |  |
| Inscrits | Inscrits        | Inscrits           | 4 283 |        |  |  |  |
| Votants  | Votants         | Votants            | 2 103 | 49,10  |  |  |  |
| Exprimés | Exprimés        | Exprimés           | 2 103 | 100,00 |  |  |  |

*sortant

#### Canton de Saint-Aubin-du-Cormier
- Conseiller sortant : Alexandre Duver (Orléaniste), élu depuis 1871.

|          | Alexandre Duver *   | Orléaniste         | 1 250 | 66,77 |  |  |  |
|          | Jean-Baptiste Divel | Républicain modéré | 620   | 33,12 |  |  |  |
|          |                     |                    |       |       |  |  |  |
| Inscrits | Inscrits            | Inscrits           | 2 765 |       |  |  |  |
| Votants  | Votants             | Votants            | 1 878 | 67,92 |  |  |  |
| Exprimés | Exprimés            | Exprimés           | 1 872 | 99,68 |  |  |  |

*sortant

### Arrondissement de Vitré
- Il doit y avoir au moins neuf conseillers par arrondissement, celui de Vitré ne comptant que six cantons, trois sièges sont ajoutés aux cantons les plus peuplés.

#### Canton de Vitré-Est
- Conseillers sortants : Anatole de Berthois (Orléaniste), élu depuis 1871 et A. de Lantivy (Légitimiste), élus depuis 1878.

- Jules Chevalier de La Teillais (Légitimiste), élu depuis 1871 est décédé le 4 mars 1878. Une partielle est organisée pour le remplacer le 28 avril 1878 qui est remporté par A. de Lantivy (Légitimiste).

|          | Anatole de Berthois * | Orléaniste  | 2 108 | 93,98 |  |  |  |
|          | A. de Lantivy *       | Légitimiste | 2 076 | 92,56 |  |  |  |
|          |                       |             |       |       |  |  |  |
| Inscrits | Inscrits              | Inscrits    | 3 334 |       |  |  |  |
| Votants  | Votants               | Votants     | 2 243 | 67,28 |  |  |  |
| Exprimés | Exprimés              | Exprimés    | 2 174 | 96,92 |  |  |  |

*sortant

#### Canton d'Argentré-du-Plessis
- Conseiller sortant : Victor Vallet-Laflèche (Légitimiste), élu depuis 1878.

- Victor Orhant (Légitimiste), élu depuis 1871 démissionne en 1878. Une partielle est organisée pour le remplacer le 6 octobre 1878, elle est remportée par Victor Vallet-Laflèche (Légitimiste).

|          | Victor Vallet-Laflèche * | Légitimiste | 2 486 | 99,56 |  |  |  |
|          |                          |             |       |       |  |  |  |
| Inscrits | Inscrits                 | Inscrits    | 3 334 |       |  |  |  |
| Votants  | Votants                  | Votants     | 2 497 | 74,90 |  |  |  |
| Exprimés | Exprimés                 | Exprimés    | 2 487 | 99,60 |  |  |  |

*sortant

#### Canton de la Guerche-de-Bretagne
- Conseillers sortants : Émile Hévin (Légitimiste) et Fernand Desprès (Bonapartiste), élus depuis 1874.

|          | Émile Hévin *     | Légitimiste  | 2 376 | 96,66 |  |  |  |
|          | Fernand Desprès * | Bonapartiste | 2 374 | 96,58 |  |  |  |
|          |                   |              |       |       |  |  |  |
| Inscrits | Inscrits          | Inscrits     | 3 955 |       |  |  |  |
| Votants  | Votants           | Votants      | 2 458 | 62,15 |  |  |  |
| Exprimés | Exprimés          | Exprimés     | 2 411 | 98,09 |  |  |  |

*sortant

### Arrondissement de Redon
- Il doit y avoir au moins neuf conseillers par arrondissement, celui de Redon ne comptant que sept cantons, deux sièges sont ajoutés à chacun des cantons les plus peuplés.

#### Canton de Redon
- Conseillers sortants : Émile Normand (Républicain modéré) et Léonce de Gibon (Légitimiste), élus depuis 1874.

|          | Émile Normand *   | Républicain modéré | 1 576 | 51,77  |  |  |  |
|          | M. Dennemont      | Républicain modéré | 1 470 | 48,29  |  |  |  |
|          | Léonce de Gibon * | Légitimiste        | 1 544 | 50,72  |  |  |  |
|          | L. Briand         | Légitimiste        | 1 447 | 47,54  |  |  |  |
|          |                   |                    |       |        |  |  |  |
| Inscrits | Inscrits          | Inscrits           | 4 165 |        |  |  |  |
| Votants  | Votants           | Votants            | 3 044 | 73,09  |  |  |  |
| Exprimés | Exprimés          | Exprimés           | 3 044 | 100,00 |  |  |  |

*sortant

#### Canton de Bain-de-Bretagne
- Conseillers sortants : Julien Douillet (Républicain modéré) et Edmond Gérard (Républicain modéré), élus depuis 1877.

- Edmond Gérard démissionne en 1880. La partielle est organisée le même jour que ce renouvellement triennal de 1880 pour le remplacer.

- Henri Guérin est candidat pour le Conseil Général.

|          | Jules Orain  | Républicain modéré | 2 358 | 95,23 |  |  |  |
|          | Henri Guérin | Républicain modéré | 69    | 2,85  |  |  |  |
|          |              |                    |       |       |  |  |  |
| Inscrits | Inscrits     | Inscrits           | 4 333 |       |  |  |  |
| Votants  | Votants      | Votants            | 2 476 | 57,14 |  |  |  |
| Exprimés | Exprimés     | Exprimés           | 2 423 | 97,86 |  |  |  |

*sortant

#### Canton de Guichen
- Conseiller sortant : Joseph Boutin (Républicain modéré), élu depuis 1871.

|          | Joseph Boutin * | Républicain modéré | 2 795 | 97,66 |  |  |  |
|          |                 |                    |       |       |  |  |  |
| Inscrits | Inscrits        | Inscrits           | 4 204 |       |  |  |  |
| Votants  | Votants         | Votants            | 2 862 | 68,08 |  |  |  |
| Exprimés | Exprimés        | Exprimés           | 2 801 | 97,87 |  |  |  |

*sortant

#### Canton de Maure-de-Bretagne
- Conseiller sortant : François Barbotin (Légitimiste), élu depuis 1871.

|          | François Barbotin * | Légitimiste        | 1 246 | 60,31 |  |  |  |
|          | Georges Leroux      | Républicain modéré | 819   | 39,64 |  |  |  |
|          |                     |                    |       |       |  |  |  |
| Inscrits | Inscrits            | Inscrits           | 2 369 |       |  |  |  |
| Votants  | Votants             | Votants            | 2 074 | 87,55 |  |  |  |
| Exprimés | Exprimés            | Exprimés           | 2 066 | 99,61 |  |  |  |

*sortant

### Arrondissement de Montfort
- Il doit y avoir au moins neuf conseillers par arrondissement, celui de Montfort ne comptant que cinq cantons, quatre sièges sont ajoutés aux quatre cantons les plus peuplés.

#### Canton de Montfort-sur-Meu
- Conseillers sortants : Armand Porteu de la Morandière (Légitimiste), élu depuis 1871 et Ernest Juguet (Bonapartiste), élu depuis 1875.

- M. Anger de Kernisan (Légitimiste) élu depuis 1871 décède en décembre 1874. Une partielle est organisée pour le remplacer le 14 février 1875, elle est remportée par Ernest Juguet (Bonapartiste).

|          | Armand Porteu de la Morandière * | Légitimiste        |       |       |  |  |  |
|          | Ernest Juguet *                  | Bonapartiste       |       |       |  |  |  |
|          | Aimé Beauce                      | Républicain modéré |       |       |  |  |  |
|          | Aimé Neveu                       | Républicain modéré |       |       |  |  |  |
|          |                                  |                    |       |       |  |  |  |
| Inscrits | Inscrits                         | Inscrits           | 3 725 |       |  |  |  |
| Votants  | Votants                          | Votants            | 2 877 | 77,24 |  |  |  |
| Exprimés | Exprimés                         | Exprimés           | 2 873 | 99,86 |  |  |  |

*sortant

#### Canton de Montauban-de-Bretagne
- Conseiller sortant : Jean-Baptiste Codet (Bonapartiste), élu depuis 1871.

|          | Pierre Pellois        | Républicain modéré | 960   | 50,47 |  |  |  |
|          | Jean-Baptiste Codet * | Bonapartiste       | 939   | 49,37 |  |  |  |
|          |                       |                    |       |       |  |  |  |
| Inscrits | Inscrits              | Inscrits           | 2 379 |       |  |  |  |
| Votants  | Votants               | Votants            | 1 919 | 80,66 |  |  |  |
| Exprimés | Exprimés              | Exprimés           | 1 902 | 99,11 |  |  |  |

*sortant
- Cette élection est annulée. Une partielle est organisée le 30 janvier 1881

|          | Pierre Pellois      | Républicain modéré | 1 105 | 55,92 |  |  |  |
|          | Jean-Baptiste Codet | Bonapartiste       | 863   | 43,67 |  |  |  |
|          |                     |                    |       |       |  |  |  |
| Inscrits | Inscrits            | Inscrits           | 2 379 |       |  |  |  |
| Votants  | Votants             | Votants            | 1 976 | 83,06 |  |  |  |
| Exprimés | Exprimés            | Exprimés           | 1 968 | 99,60 |  |  |  |

*sortant

#### Canton de Saint-Méen-le-Grand
- Conseillers sortants : François Ronsin (Républicain modéré) élu en 1877 et François Letellier (Républicain modéré), élu depuis 1878.

- M. Desbois (?) élu depuis 1871 décède ou démissionne en 1877. Une partielle est organisée en même temps que le renouvellement triennal de 1877, elle est remportée par François Ronsin (Républicain modéré).

- Pierre Bellouard  (Républicain modéré) élu depuis 1871 est élu au Conseil Général en 1878. Une partielle est organisée le 28 avril 1878, elle est remportée par François Letellier (Républicain modéré).

|          | François Ronsin *             | Républicain modéré | 1 287 | 53,58  |  |  |  |
|          | François Letellier *          | Républicain modéré | 1 271 | 52,91  |  |  |  |
|          | Léonard Drouet de Montgermont | Légitimiste        | 1 147 | 47,75  |  |  |  |
|          | Christophe Pinault            | Légitimiste        | 1 073 | 44,67  |  |  |  |
|          |                               |                    |       |        |  |  |  |
| Inscrits | Inscrits                      | Inscrits           | 2 887 |        |  |  |  |
| Votants  | Votants                       | Votants            | 2 402 | 83,20  |  |  |  |
| Exprimés | Exprimés                      | Exprimés           | 2 402 | 100,00 |  |  |  |

*sortant